# 한 많은 청춘
한 많은 청춘은 한국에서 제작된 권영순 감독의 1958년 영화이다. 황해 등이 주연으로 출연하였고 권철휘 등이 제작에 참여하였다.

## 출연

### 주연
- 황해
- 김미선
- 강계식
- 이빈화
- 안성기

## 제작진
- 원작자: 권호
- 조명: 김성춘
- 녹음: 이경순
- 미술: 임명선